# Municipio de Morris (condado de Washington)
El municipio de Morris (en inglés, Morris Township) es un municipio del condado de Washington, Pensilvania, Estados Unidos. Tiene una población estimada, a mediados de 2022, de 910 habitantes.

## Geografía
Está ubicado en las coordenadas 40°02′12″N 80°17′58″O / 40.03667, -80.29944 (40.036765, -80.299332).

## Demografía
Según la estimación 2018-2022 de la Oficina del Censo, los ingresos medios de los hogares son de $72,500 y los ingresos medios de las familias son de $96,094. Alrededor del 8.5% de la población está bajo la línea de pobreza.